# جبل كميت (القرائن)

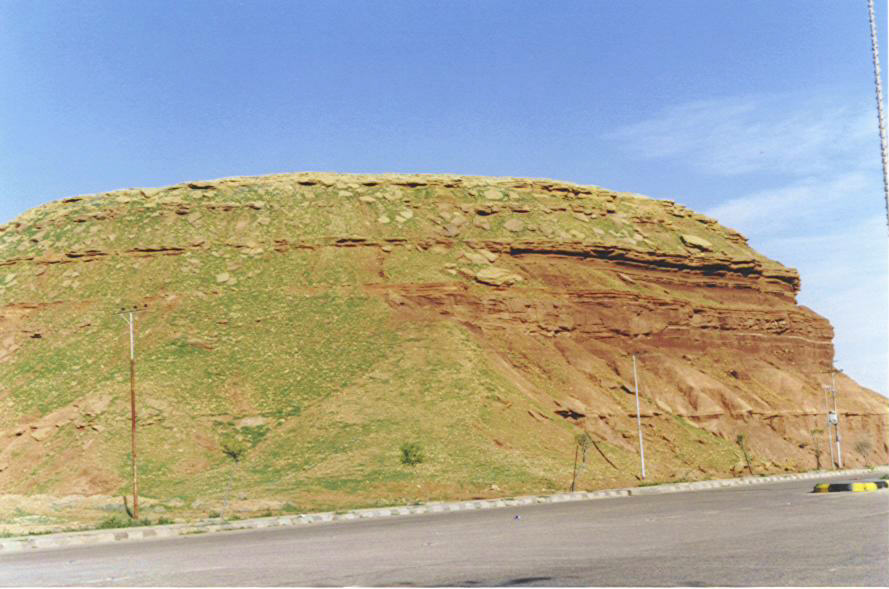

جبل مجاور للقرائن لونه أشقر يخالطه حمرة، ويقع شمال وادي العنبري على يمين الذاهب إلى مدينة شقراء.
قال الشاعر المشهور جرير:
ومعروف أن جريراً قد عاش في منطقة اليمامة ولا يعرف بها إلا كميتان اثنان هما:
- جبل كميت مدينة مرات.
- جبل كميت القرائن.

وأثناء حملة إبراهيم باشا على بلدان نجد عام 1233هـ - 1817م، أطلق أحد أهل القرائن كلمة مشهورة ذهبت مثلاً انتشر عندهم وقد كتبه الأديب عبد الكريم الجهيمان في أمثاله وهذا المثل هو: (لو في كميت ماء حربنا الباشا)، أي لو كان في جبل كميت المجاور لبلدتهم ماء لتحصنوا فيه وحاربوا إبراهيم باشا، ولكنهم قليلون، ومواردهم قليلة، ولا قبل لهم به.
ويوجد في جهة كميت الجنوبية محل صغير يسمى (جصة معمر) يؤخذ منه حجر جيري لونه أبيض يسمى (صالوخ) يستعمل لتبييض ألواح الكتاتيب في العصر السابق، ويمكن إزالته بالماء.